# Élections municipales camerounaises de 2013
Les élections municipales camerounaises de 2013 se sont déroulées au Cameroun le 30 septembre 2013, en même temps que les élections législatives. 

## Résultats
Le nombre de maires élus pour les 360 communes par parti politique est le suivant :
- RDPC : 308
- SDF : 23
- UNDP : 13
- UDC : 7
- MDR : 4
- UPC : 4
- UFP : 1